# Evalea emeryi
Evalea emeryi is een slakkensoort uit de familie van de Pyramidellidae. De wetenschappelijke naam van de soort is voor het eerst geldig gepubliceerd in 1955 door Bartsch.